# Mistrzostwa Świata w Short Tracku 2005
30. Mistrzostwa Świata w Short Tracku odbyły się w stolicy Chińskiej Republiki Ludowej, Pekinie, w dniach 9-11 marca 2005 roku.

## Klasyfikacja medalowa
| Lp. | Kraj              | Złoto | Srebro | Brąz | Razem |
| 1.  | Korea Południowa  | 6     | 7      | 5    | 18    |
| 2.  | Kanada            | 3     | 2      | 1    | 6     |
| 3.  | Stany Zjednoczone | 2     | 1      | 1    | 4     |
| 4.  | Chiny             | 1     | 2      | 4    | 7     |
| 5.  | Francja           | 0     | 0      | 1    | 1     |

## Medaliści
| Konkurencja | Złoto                                                                                   | Srebro                                                                          | Brąz                                                                                |
| Mężczyźni   |                                                                                         |                                                                                 |                                                                                     |
| 500 metrów  | François-Louis Tremblay                                                                 | Charles Hamelin                                                                 | Ahn Hyun-soo                                                                        |
| 1000 metrów | Apolo Anton Ohno                                                                        | Ahn Hyun-soo                                                                    | Li Jiajun                                                                           |
| 1500 metrów | Ahn Hyun-soo                                                                            | François-Louis Tremblay                                                         | Lee Seung-hoon                                                                      |
| 3000 metrów | Apolo Anton Ohno                                                                        | Ahn Hyun-soo                                                                    | Lee Seung-hoon                                                                      |
| Wielobój    | Ahn Hyun-soo                                                                            | Apolo Anton Ohno                                                                | François-Louis Tremblay                                                             |
| Sztafeta    | Kanada · François-Louis Tremblay · Charles Hamelin · Mathieu Turcotte · Steve Robillard | Korea Południowa · Seo Ho-jin · Song Kyung-taek · Ahn Hyun-soo · Lee Seung-hoon | Stany Zjednoczone · Apolo Anton Ohno · Shani Davis · Jordan Malone · Alex Izykowski |
| Kobiety     |                                                                                         |                                                                                 |                                                                                     |
| 500 metrów  | Yang Yang (A)                                                                           | Wang Meng                                                                       | Fu Tianyu                                                                           |
| 1000 metrów | Choi Eun-kyung                                                                          | Jin Sun-yu                                                                      | Wang Meng                                                                           |
| 1500 metrów | Jin Sun-yu                                                                              | Kang Yun-mi                                                                     | Wang Meng                                                                           |
| 3000 metrów | Kang Yun-mi                                                                             | Jin Sun-yu                                                                      | Choi Eun-kyung                                                                      |
| Wielobój    | Jin Sun-yu                                                                              | Choi Eun-kyung                                                                  | Kang Yun-mi                                                                         |
| Sztafeta    | Kanada · Alanna Kraus · Kalyna Roberge · Chantale Sevigny · Tania Vicent                | Chiny · Yang Yang (A) · Wang Meng · Fu Tianyu · Cheng Xiaolei                   | Francja · Stéphanie Bouvier · Myrtille Gollin · Celine Lecompere · Choi Min-kyung   |